# Amli
Amli è una città censuaria indiana, stabilita a soli fini statistici, di 28.566 abitanti, nel territorio federato del Dadra e Nagar Haveli. In base al numero di abitanti la città rientra nella classe III (da 20.000 a 49.999 persone) ed è classificata come census town.

## Geografia fisica
La città è situata a 20° 16' 60 N e 73° 1' 0 E e ha un'altitudine di 25 m s.l.m.

## Società

### Evoluzione demografica
Al censimento del 2001 la popolazione di Amli assommava a 28.566 persone, delle quali 17.372 maschi e 11.194 femmine. I bambini di età inferiore o uguale ai sei anni assommavano a 4.402, dei quali 2.336 maschi e 2.066 femmine. Infine, coloro che erano in grado di saper almeno leggere e scrivere erano 20.137, dei quali 13.645 maschi e 6.492 femmine..